# Multics
Multics (ang. Multiplexed Information and Computing Service) – system operacyjny, który został zaprojektowany przez zespół złożony z pracowników Massachusetts Institute of Technology (MIT), firmy General Electric (której oddział komputerowy został później sprzedany firmie Honeywell) i firmy Bell Laboratories (która zaniechała rozwijania projektu w 1969 r.).
Z założenia Multics miał być naturalnym rozszerzeniem systemu CTSS. System CTSS i inne wczesne systemy operacyjne z podziałem czasu zyskały takie powodzenie, że natychmiast spowodowały zapotrzebowanie na szybkie przejście do większych i lepszych opracowań tego rodzaju. Z chwilą udostępnienia większych komputerów konstruktorzy systemu CTSS postanowili wprowadzić udogodnienie w postaci podziału czasu. Usługi komputerowe miały być dostarczane jak prąd elektryczny. Wielkie systemy komputerowe powinny być połączone liniami telefonicznymi z terminalami w biurach i domach na całym świecie. System operacyjny pracowałby nieprzerwanie w trybie podziału czasu z rozległym systemem plików wspólnie użytkowanych programów i danych.
Podstawowy komputer GE 635 przerobiono na nowy system komputerowy GE 645, przy czym modyfikacja polegała głównie na dodaniu sprzętu realizującego stronicowaną segmentację pamięci. Adres wirtualny składał się z 18-bitowego numeru segmentu i 16-bitowej odległości słowa od początku segmentu. Segmenty podlegały następnie podziałowi na strony wielkości 1 K. Do zastępowania stron zastosowany algorytm drugiej szansy.
Segmentowana, wirtualna przestrzeń adresowa została połączona z systemem plików – każdy segment był plikiem. Segmenty adresowano za pomocą nazw plików. Sam system plików miał wielopoziomową strukturę drzewiastą, pozwalającą użytkownikom na tworzenie własnych struktur podkatalogów.
Podobnie jak w CTSS, w systemie Multics stosowano do planowania przydziału procesora wielopoziomową kolejkę ze sprzężeniem zwrotnym. Ochronę zrealizowano przez przyporządkowanie każdemu plikowi listy dostępów oraz zastosowanie zbioru pierścieni ochrony przy wykonywaniu procesów. System, który został niemal w całości napisany w języku PL/I, zajmował około 300 000 wierszy kodu. Rozszerzono go na system wieloprocesorowy, pozwalając na odłączanie procesorów w celach pielęgnacyjnych, podczas gdy system kontynuował działanie.
Multics od 2007 jest systemem na licencji otwartoźródłowej.